# 仲丁苯
仲丁苯是一种芳环类有机化合物，化学式为C10H14。它是无色可燃液体，难溶于水，但可以和很多有机溶剂混溶。

## 制备
仲丁苯可由苯和正丁醇或仲丁醇在无水氯化铝以及氯化氢气体存在的条件下反应得到。